# لورني ريتشاردسون
لورني ريتشاردسون هو لاعب كرة القدم الكندية كندي، ولد في 9 مارس 1950 في موسجاو في كندا.